# 포스포글리세르산 키네이스 (GTP)
포스포글리세르산 키네이스 (GTP)(영어: phosphoglycerate kinase (GTP)) (EC 2.7.2.10)는 다음과 같은 화학 반응을 촉매하는 효소이다.
GTP + 3-포스포글리세르산 ⇄ GDP + 1,3-비스포스포글리세르산
포스포글리세르산 키네이스(GTP)의 2가지 기질은 3-포스포글리세르산과 GTP이며, 2가지 생성물은 1,3-비스포스포글리세르산과 GDP이다. 포스포글리세르산 키네이스(GTP)는 전이효소 부류에 속하며, 특히 카복실기를 수용체로 갖는 인-함유 그룹을 전달하는 부류(포스포트랜스퍼레이스)에 속한다.

## 명명법
포스포글리세르산 키네이스(GTP)의 계통명은GTP:3-포스포-D-글리세르산 1-포스포트랜스퍼레이스(영어: GTP:3-phospho-D-glycerate 1-phosphotransferase)이다.

## 같이 보기
- 3-포스포글리세르산
- 포스포글리세르산 키네이스

## 참고 문헌
- Reeves RE, South DJ (1974). “Phosphoglycerate kinase (GTP). An enzyme from Entamoeba histolytica selective for guanine nucleotides”. 《Biochem. Biophys. Res. Commun.》 58 (4): 1053–7. doi:10.1016/S0006-291X(74)80250-0. PMID 4365563.